# Tange Sazen yowa: Hyakuman ryō no tsubō
Tange Sazen yowa: Hyakuman ryō no tsubō (丹下左膳余話 百萬両の壺) è un film del 1935 diretto da Sadao Yamanaka.
Il film ha per protagonista un personaggio letterario e cinematografico lungamente sfruttato in Giappone: Tange Sazen. Già interpretato in passato da Denjirō Ōkōchi, sotto la regia di Yamanaka ne viene offerta una rivisitazione più leggera, con l'esaltazione di un lato tenero, insospettabile per un ronin duro per antonomasia. Alcuni critici lo ritengono il miglior film della serie di Tange Sazen, che conta una trentina di titoli se ci si limita ai soli lungometraggi.

## Trama
Il Signore del clan Yagyū apprende dell'esistenza di una mappa, che porterebbe ad un tesoro conservato dai suoi antenati, che sarebbe stata occultata in un anonimo vaso con delle vecchie scimmie.
Il Signore deve allora ingegnarsi per riprendere quel vaso di nessun conto che, quasi per dispetto, ha regalato per il suo matrimonio al fratellastro Genzaburo con il quale ha un pessimo rapporto. Genzaburo, avvicinato da un emissario del fratellastro, rifiuta per orgoglio un'offerta apparentemente, ma anche sospettamente, sproporzionata, che lo spingeva a restituire lo stesso vaso. Quindi se ne disfa, con il consenso della moglie, vendendolo per pochi spicci a dei raccoglitori di rottami. Uno di questi è Shichibei, vedovo e solo con il piccolo Yasu, che per conservare dei pesciolini che ha appena pescato, riceve in regalo dal padre l'antico vaso.
Lo stesso Shichibei frequenta una locanda dove si pratica il tiro con l'arco, condotta da un'artista molto apprezzata per le sue doti canore, Ofuji, ma di proprietà del burbero Tange Sazen, un ronin privo di un occhio e di un braccio. Per sedare le lamentele di due sbruffoni, Shichibei mostra con la sua abilità come il gioco al bersaglio non abbia difetti o tranelli. I due si sentono offesi e attaccano l'uomo cui corre in aiuto Sazen, chiamato da Ofuji. Su insistenza della stessa, il ronin accompagna a casa il cliente minacciato.
Sazen però, poco dopo, deve raccogliere l'uomo ferito, avendolo accompagnato sì ma solo fin dove l'uomo gli aveva detto, dunque non fino a casa sua. Shichibei muore nella locanda raccomandando ai presenti di occuparsi di Yasu. Indagando sull'uomo che vantava una condizione agiata, Ofuji e Sazen ne scoprono la modesta condizione e il fatto che abbia lasciato solo al mondo un figlio piccolo, che appunto si chiama Yasu, del quale, seppur entrambi apparentemente riluttanti, si prendono cura e allevano nella casa che ospita la locanda e la loro abitazione.
Genzaburo scopre poi di aver fatto una sciocchezza cedendo quello che ora tutti cercano definendolo il "vaso da un milione di ryō". Curiosamente, dopo che la moglie lo induce a darsi da fare per cercare il vaso perso, lui si dedica alla sua passione per il tiro con l'arco nella locanda di Ofuji, dove gode della compagnia di Ohisa, e finisce per far amicizia sia col piccolo Yasu che con Sazen.
Quando Yasu si caccia in un guaio, per Ofujia e Sazen c'è bisogno di racimolare 60 ryō in brevissimo tempo. Sazen, dopo alcuni tentativi andati a vuoto, si reca in un dojo per sfidare con la sua abilità i locali allievi, sconfiggendoli tutti, fino a chiedere del maestro per poter lucrare dallo stesso del denaro per evitare di svergognare la scuola. Ma il maestro in questione è il pavido Genzaburo che, spinto dalla moglie, a salvare l'onore, si presenta a sfidare questo ardito combattente temendo il peggio. Scoperto che si tratta dell'amico Sazen, inscena una pantomima nel cuore della quale si accorda per dare allo stesso la cifra richiesta, a patto che esca sconfitto nel "duello", ridando lustro alla sua persona, di fronte agli studenti e a sua moglie, che per altro ne aveva scoperto le scappatelle.
Quindi Sazen e Genzaburo prendono coscienza che il vaso che Yasu tiene stretto con sè in quanto ultimo ricordo di suo padre è in realtà un tesoro che potrebbe fare la fortuna dello stesso e anche loro.
Yasu, che aveva temuto che la sua presenza potesse essere divisiva per i suoi benefattori, ha ripreso il suo posto in casa, in quella che si presenta come una strana ma già unitissima famiglia.

## Produzione
Nel restauro che ha portato alla versione digitale restaurata in 4K da Nikkatsu e dalla Japan Foundation proiettata al Tokyo International Film Festival nel 2020, è stata reinserita una scena di combattimento presente nel finale, che era stata inizialmente censurata e che poi è stata recuperata, sebbene priva di audio.

## Remake
Nel 2004 è uscito Tange Sazen: Hyakuman ryo no tsubo, un remake del film del 1935, nel quale il regista Toshio Tsuda riprende quasi scena per scena l'originale.